# 胡发吕
胡发吕，中华人民共和国政治人物、全国脱贫攻坚先进个人。

## 生平
胡发吕任巧家县马树镇小河塘村村委会副主任。因在脱贫攻坚战中作出突出贡献，2021年2月25日全国脱贫攻坚总结表彰大会上，胡发吕被授予“全国脱贫攻坚先进个人”。